# ماكدونالد لاند

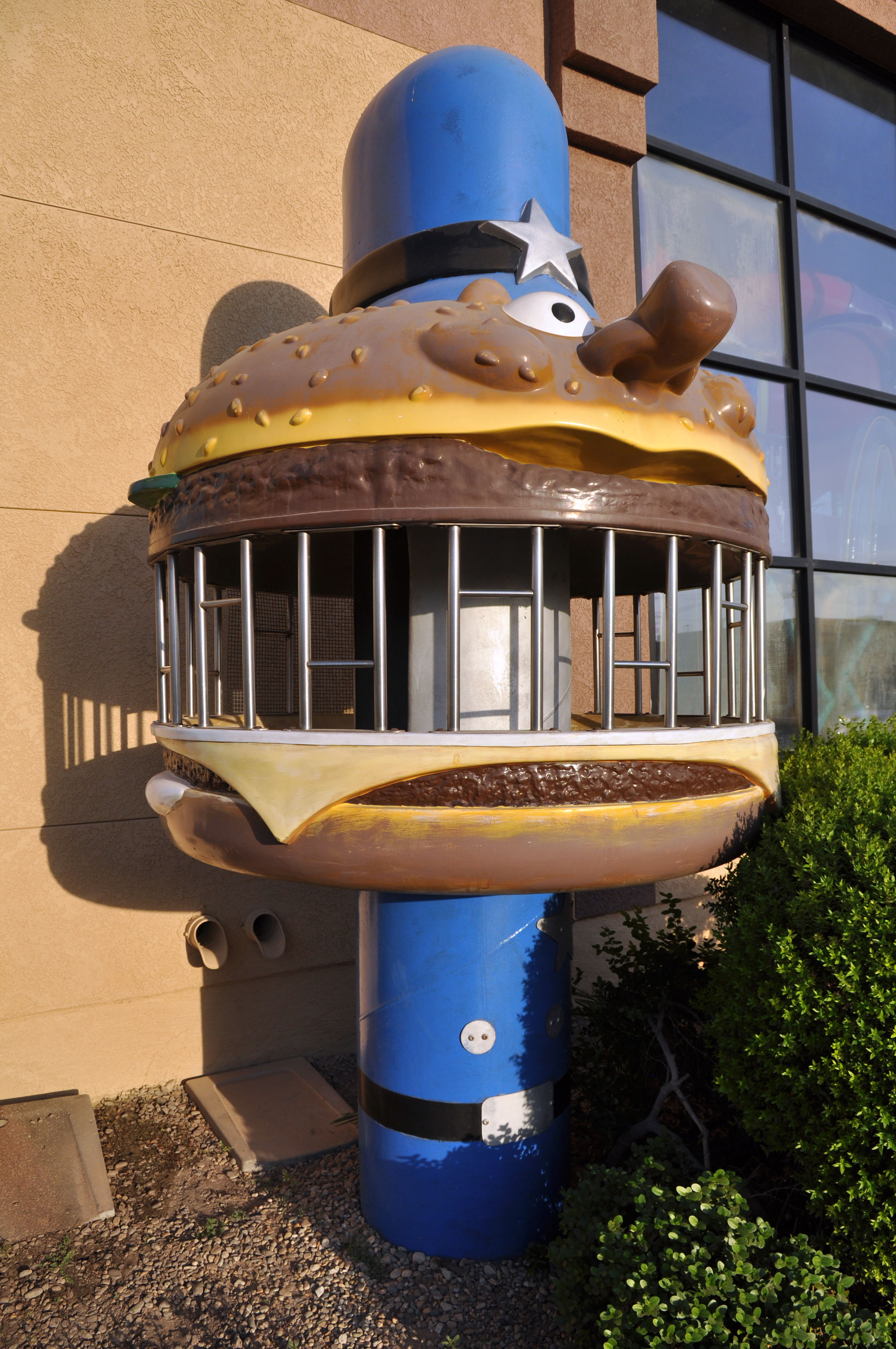

ماكدونالد لاند (بالإنجليزية: McDonaldland)‏، هو عالم خيالي يستخدم في التسويق لمطاعم ماكدونالدز خلال السبعينيات وحتى التسعينيات. كان يسكنها رونالد ماكدونالد وشخصيات أخرى.